# André Strappe
André Strappe (Bully-les-Mines, 1928. február 23. – Le Havre, 2006. február 9.) francia válogatott labdarúgó, edző.

## Sikerei, díjai
- Lille OSC
  - Francia bajnok: 1953-54
  - Francia kupa: 1952-53, 1954-55
- Le Havre
  - Francia másodosztály bajnoka: 1958-59
  - Francia kupa: 1958-59
  - Francia szuperkupa: 1959